# فوتادروو
فوتادروو (به لاتین: Fotadrevo) یک منطقهٔ مسکونی در ماداگاسکار است که در آمپانیی واقع شده‌است. فوتادروو ۳۵٬۰۰۰ نفر جمعیت دارد و ۴۹۳ متر بالاتر از سطح دریا واقع شده‌است.